# Arbutus madrensis
Arbutus madrensis est une espèce d'arbres de la famille des éricacées. On la trouve dans la Sierra Madre occidentale dans le Durango, le Jalisco, le Nayarit et le Sinaloa, dans l'Ouest du Mexique.

## Histoire
Cette espèce d'arbres a été décrite pour la première fois en 1992 dans Acta Botánica Mexicana (es).

## Description

### Distribution
Cette espèce d'arbres se retrouve naturellement au Mexique, car nécessitant un climat subtropical pour grandir.